# 劉昉 (隋)
劉 昉（りゅう ぼう、生年不詳 - 586年）は、中国の隋の文帝楊堅の政権確立に協力した謀臣。本貫は中山郡望都県。

## 経歴
大司農の劉孟良の子として生まれた。北周の武帝のとき、功臣の子として取り立てられて、皇太子宇文贇のそばに仕えた。宣帝（宇文贇）が即位すると、大都督に任じられ、小御正に転じた。580年（大象2年）5月、宣帝が病に倒れると、劉昉は顔之儀とともに病床に召し出され、後事を託された。後継者の静帝がまだ幼く、朝政を執ることができないことから、劉昉は鄭訳と相談して楊堅を輔政として召し出すことにした。楊堅は固辞するふりをしたが、劉昉が「公がもしやるつもりなら、早くやるべきです。そのつもりがないのなら、昉が自らやりましょう」といって急かしたため、楊堅は輔政の任を受けた。
楊堅が北周の左大丞相となり、劉昉はその下で丞相司馬をつとめた。ときに宣帝の弟の漢王宇文賛が右大丞相として禁中にあり、楊堅と対等の地位にあった。劉昉は着飾った美妓を宇文賛に進上し、かれを喜ばせると、「大王は先帝の弟君であり、ときの名望の帰するところのお人です。しかるに幼い皇帝がどうして難局に対処できましょうか。いまは先帝が崩御したばかりで、世情はなお騒がしいので、王は邸に帰るべきです。情勢が落ち着くのを待った後に、天子として宮中に入るのが、万全の計でありましょう」と説いた。宇文賛は年若く凡庸な人物であったため、劉昉の説を聞いて信用し、自邸に引きこもってしまった。劉昉の策によって楊堅は政権を確立することができた。劉昉は上大将軍に任じられ、黄国公に封じられた。劉昉は沛国公の鄭訳とともに楊堅の腹心として巨万の賞賜を受け、ふたりは黄沛と併称された。劉昉は功績に驕る態度を顕わにし、理財にふけって、頻繁に大商人たちを私邸に招いた。
6月、尉遅迥が起兵すると、楊堅は韋孝寛に命じて反乱を討たせることにした。討伐軍が武陟に達したが、諸将の連係に乱れがあった。楊堅は劉昉か鄭訳のどちらか1人を監軍として向かわせようとしたが、劉昉は軍を率いた経験がないといい、鄭訳は老母のために離れるわけにいかないといって、ふたりとも拒否した。高熲が志願して派遣された。また王謙や司馬消難が相次いで反乱を起こし、楊堅は寝食を忘れて対処にあたったが、劉昉は酒に溺れて仕事をまじめにせず、丞相府の事務にも遺漏が多くなっていた。楊堅はこのことを憎んで、高熲に丞相司馬の任を代行させた。この後ますます劉昉は楊堅にうとまれるようになった。
581年（開皇元年）2月に文帝（楊堅）が即位し、隋が建国されると、劉昉は柱国の位に進み、舒国公に改封されたが、再び重用されることはなかった。後に都で飢饉があり、文帝が禁酒令を発したが、劉昉は酒を断つことができず、治書侍御史の梁毗に弾劾された。
劉昉は鬱々として志を得ず、同じく政権から疎外されていた梁士彦や宇文忻とつきあい、憤懣を語り合うようになった。劉昉は梁士彦の妻と私通したが、梁士彦が知らないのをいいことに協力関係を深めた。かれらは梁士彦を皇帝に立てる反乱計画を立てた。586年（開皇6年）、劉昉らの反乱計画は発覚し、閏月丙子に処刑された。

## 伝記資料
- 『隋書』巻38 列伝第3
- 『北史』巻74 列伝第62